# Chalcolema sangzhiensis
Chalcolema sangzhiensis es un coleóptero de la familia Chrysomelidae.
Fue descrita científicamente en 1993 por Tan.